# Dulce Grande
Dulce Grande är en ort i Mexiko.   Den ligger i kommunen Villa de Ramos och delstaten San Luis Potosí, i den centrala delen av landet, 500 km nordväst om huvudstaden Mexico City. Dulce Grande ligger 1 988 meter över havet och antalet invånare är 5 426.
Terrängen runt Dulce Grande är en högslätt. Runt Dulce Grande är det glesbefolkat, med 15 invånare per kvadratkilometer. Närmaste större samhälle är Los Zacatones, 12,9 km öster om Dulce Grande. Omgivningarna runt Dulce Grande är i huvudsak ett öppet busklandskap.